# Paphiopedilum schlimii
Phragmipedium schlimii là một loài thực vật có hoa trong họ Lan. Loài này được (Rolfe) Pfitzer mô tả khoa học đầu tiên năm 1895.

## Hình ảnh

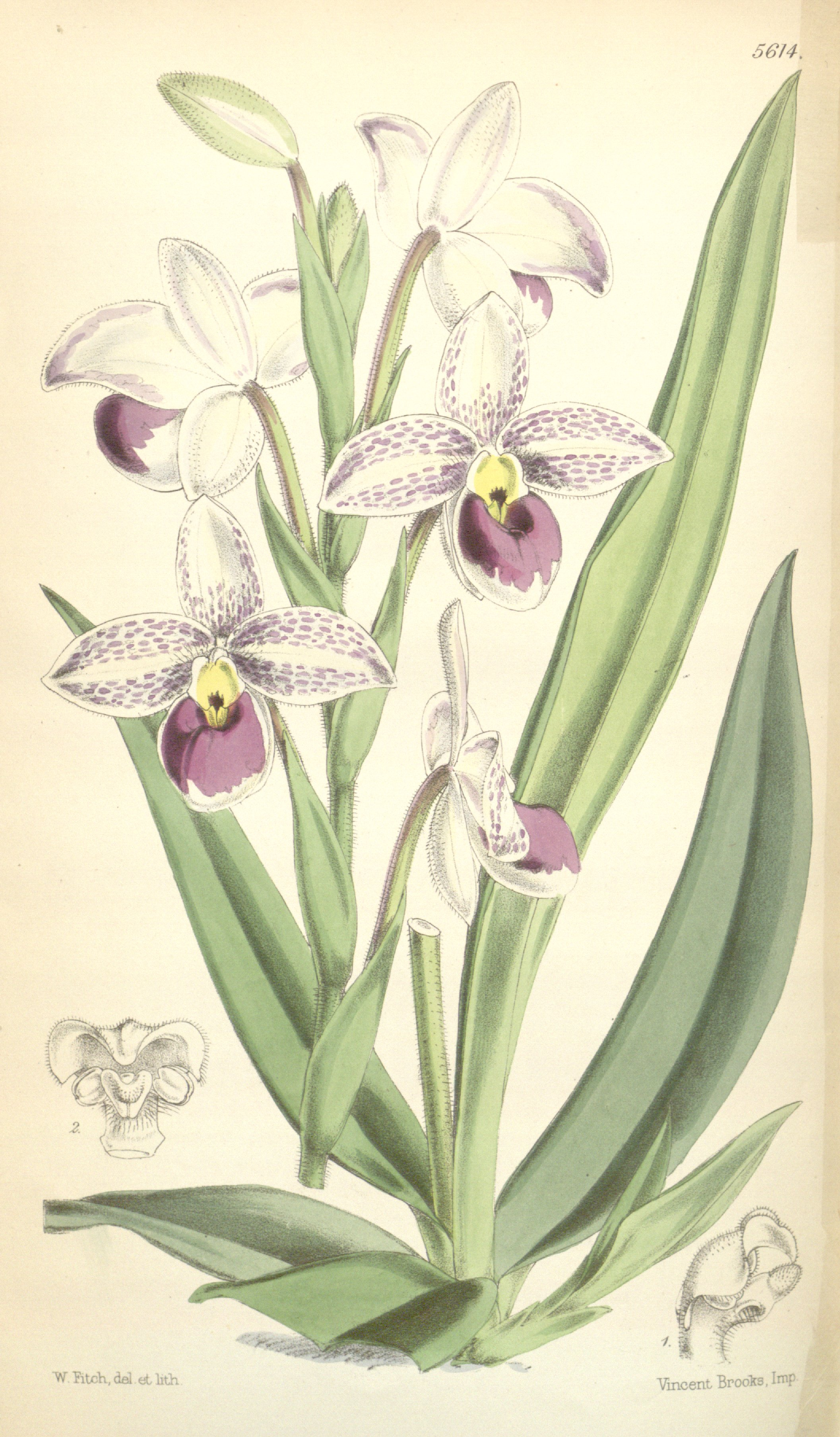
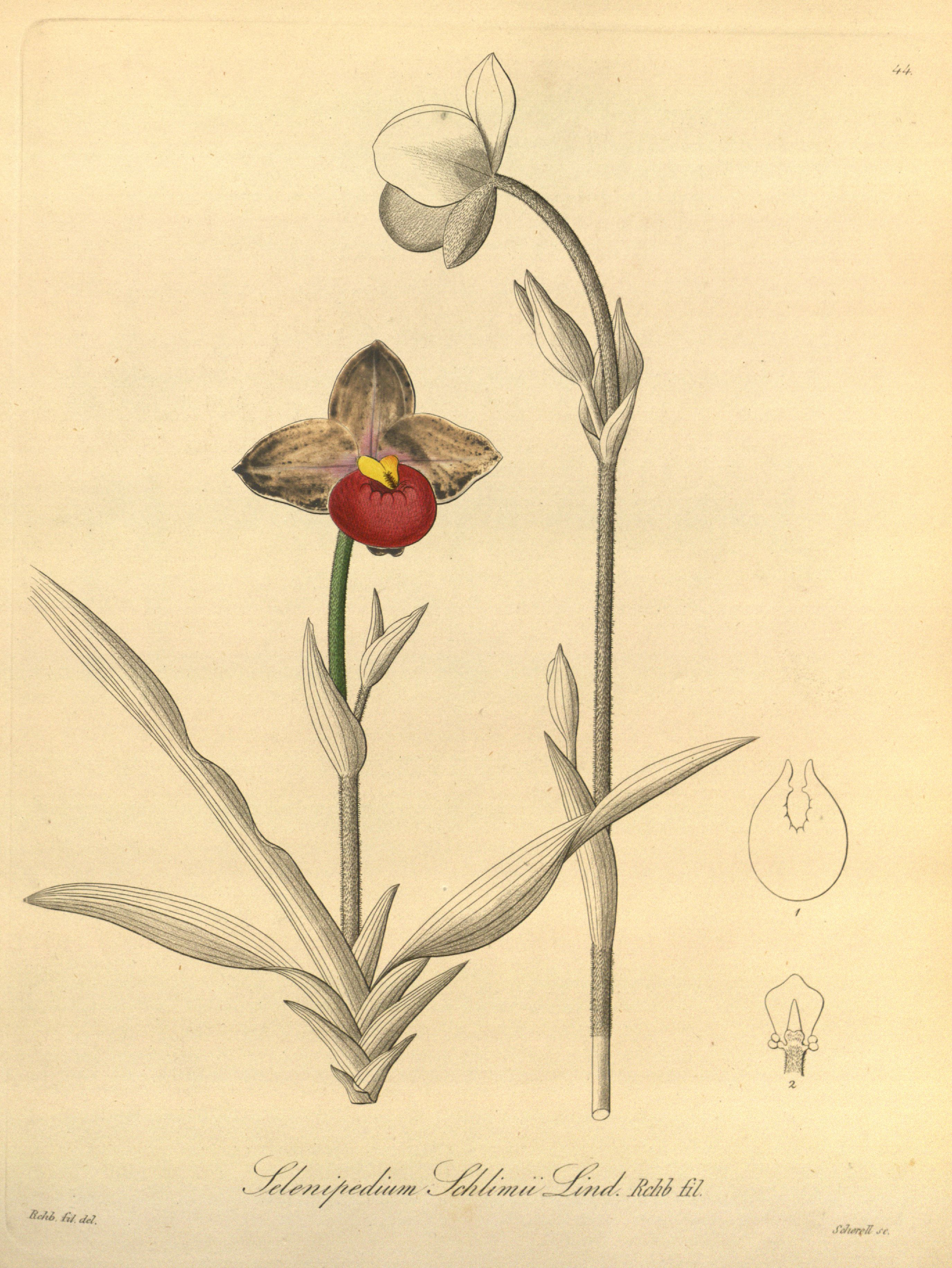
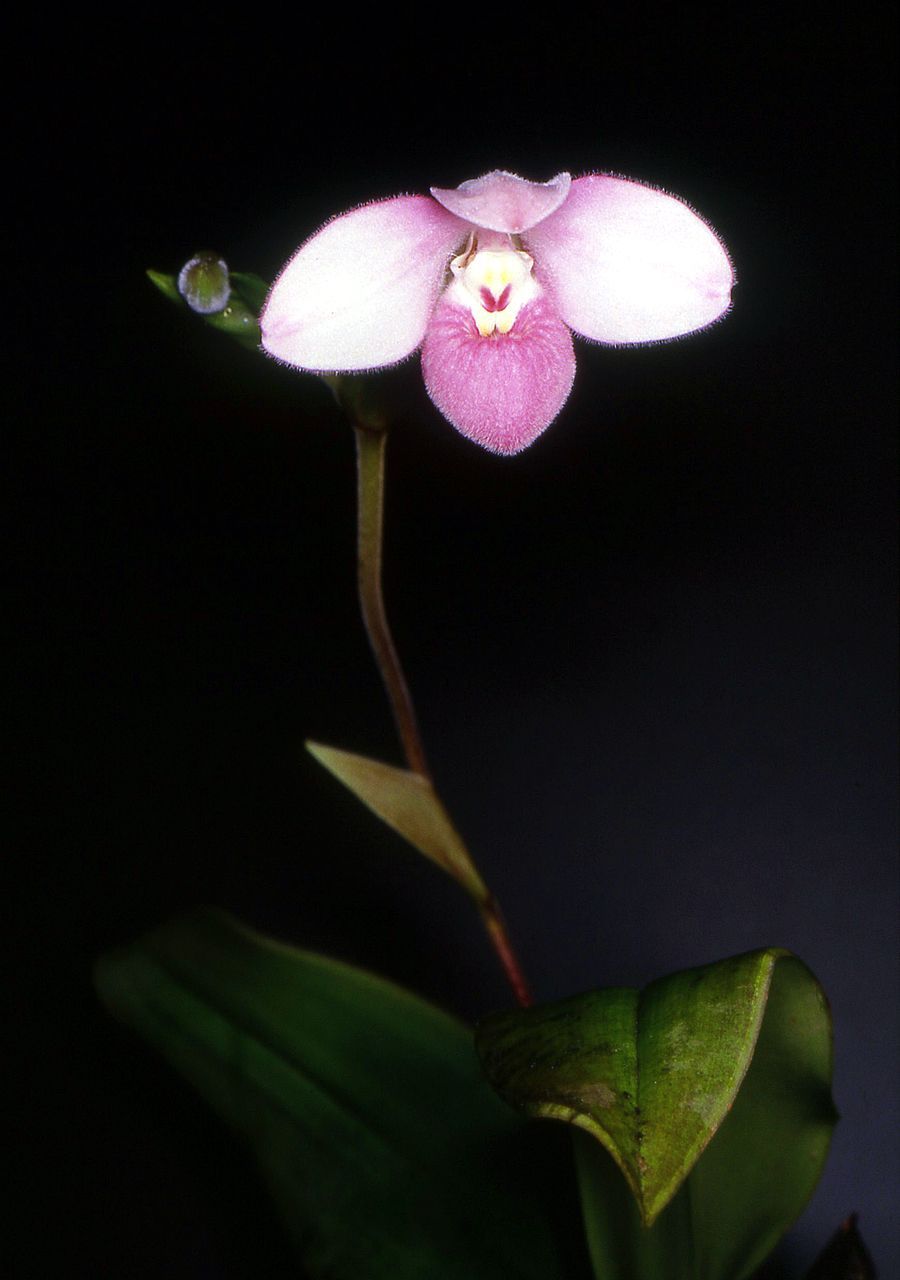
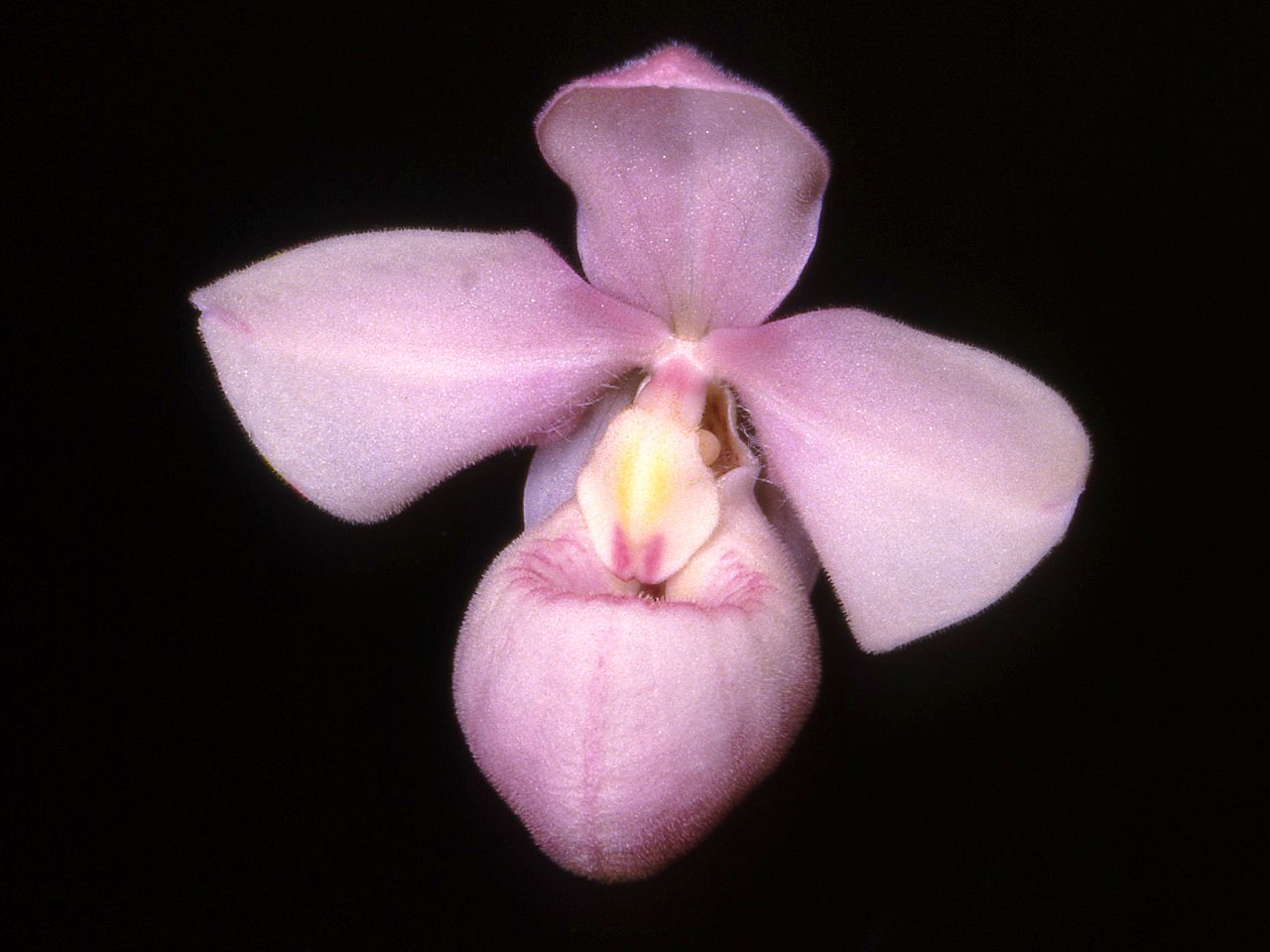